# ジェームズ・シンプソン (イギリス土木学会会長)
ジェームズ・シンプソン（James Simpson、1799年 – 1869年）は、イギリスのシビルエンジニア（土木技術者）。1853年12月から1855年12月までイギリス土木学会 (ICE) の会長を務めた。

## 人物
ジェームズ・シンプソンは、チェルシー水道会社の技術者であった父トマス・シンプソンの四男であった。ジェームズは、父からチェルシー水道会社における職と、ランベス水道会社の技術者の職の両方を継承した。チェルシー水道会社が、テムズ川から取水した水を浄化するためにイギリスで初めて緩速濾過方式を導入したのは、シンプソンが主導したことであった。この濾過装置は、隙間のある煉瓦層の上に、砂礫層を載せ、水から固形物を除去するものであった。
シンプソンは、ウィンザー城やブリストルの水道施設を設計し、サウスエンド＝オン＝シーの木製埠頭の設計にもあたった。シンプソンは、蒸気機関やポンプを製造するシンプソン社を設立した。シンプソンは、これらの機械の設計にも様々な改善を施した。